# 유럽 고속도로 691호선
유럽 고속도로 691호선(European route E691)은 아르메니아의 아슈타라크와 터키의 호라산까지 이르는 B-클래스급 고속도로로, 총 연장은 460 km이다.

## 경로
- 아르메니아
  -  M-1 간선도로 : 아슈타라크 (E117) - 귬리 - 아쇼츠크(영어판)
- 조지아
  -  조지아 고속도로 S11호선 : 니놋츠민다(영어판) - 아칼칼라키 - 아할치헤
  -  조지아 고속도로 S8호선 : 아할치헤 - 발레(영어판)
- 튀르키예
  -  D.955 : 투르크고주(튀르키예어판, 영어판) - 참리차타크(튀르키예어판, 영어판)
  -  D.965 : 참리차타크 - 카르스
  -  D.957 : 카르스 - 카라쿠르트
  -  D.080 : 카라쿠르트 - 호라산(튀르키예어판, 영어판)